# Zelig
Zelig je americký film z roku 1983, který natočil režisér Woody Allen podle vlastního scénáře. Jde o tzv. mockument sledující Leonarda Zeliga (Allen), který na sebe ve společnosti přebírá vzhled a chování lidí kolem sebe. Film se zaměřuje na období 20. let, kdy se Zelig stal celebritou. Lékařku, která Zeliga zkoumá, hraje Allenova partnerka Mia Farrowová. Film je černobílý a obsahuje řadu archivních dobových záběrů, ve kterých se objevují například Charlie Chaplin, Adolf Hitler a papež Pius XI. Ve filmu se rovněž objevuje dobová hudba, ale zároveň i nově složené skladby od Dicka Hymana.